# Castiglione della Pescaia
Castiglione della Pescaia település Olaszországban, Toszkána régióban, Grosseto megyében. Lakosainak száma 7121 fő (2023. január 1.). Castiglione della Pescaia Gavorrano, Grosseto és Scarlino községekkel határos.

## Népesség
A település lakossága az elmúlt években az alábbi módon változott:
| Lakosok száma | 7287 | 7289 | 7121 |
|               | 2017 | 2018 | 2023 |